# Tiz Zaqyah
Tiz Zaqyah (nacida el 25 de octubre de 1988) es una actriz, modelo y cantante malaya. Conocida por interpretar su primer personaje llamado "Amina Nur" en el drama titulado "Kasih Nur", junto a Remy Ishak, Fizz Fairuz, Sharifah Sofia y Dato' Jalaluddin Hassan. Su último personaje fue "Soffiya", en la serie dramática con Soffiya Fizo Omar.

## Biografía
Tiz Zaqyah nació el 25 de octubre de 1988, en Kuala Lumpur, Malasia. Ella es la segunda hija de dos hermanos y tiene una hermana. Tiz Zaqyah se graduó en el Sekolah Menengah Subang Jaya, en noviembre de 2005. Tiz Zaqyah comenzó su carrera como actriz a la edad de 18 años. Tiz Zaqyah fue incluida dentro las más bella artistas de Malasia. El 24 de octubre de 2011, Tiz Zaqyah se dice que cuando ella participa como actriz en cualquier film, ella tiene un aura durante su actuación. El 27 de octubre de 2011, se ha revelado que Tiz Zaqyah y el actor Remy Ishak se encuentran en una relación amorosa, pero ambos dijeron que todavía se están conociendo recientemente.

## Discografía

### Single
| Año  | Título                  | Álbum                   |
| ---- | ----------------------- | ----------------------- |
| 2011 | Nur Kasih (with Yassin) | Nur Kasih The Movie OST |

## Videos musicales
| Año  | Video musical | Longitud | Enlaces                             |
| ---- | ------------- | -------- | ----------------------------------- |
| 2011 | "Nur Kasih"   | 3:44     | "Nur Kasih" Music Video en YouTube. |

## Filmografía

### Drama
| Año  | Título                  | Personaje      | TV canal         | Producción         |
| ---- | ----------------------- | -------------- | ---------------- | ------------------ |
| 2006 | Gol & Gincu The Series  | Cameo          | 8TV              | Red Communications |
| 2006 | Impian Illyana Season 1 | Ika            | TV3              | Red Communications |
| 2007 | Impian Illyana Season 2 | Ika            | TV3              | Red Communications |
| 2008 | Sunsilk Impian          | Ika            | TV3              | Red Communications |
| 2009 | Nur Kasih               | Nur Amina      | TV3              | Filmscape          |
| 2010 | Spa Qistina             | Maya           | Astro Box Office | Global Station     |
| 2010 | Asmaradana              | Tengku Azizah  | TV3              | Grand Brilliance   |
| 2011 | Gemilang                | Asma           | TV3              | Filmscape          |
| 2011 | Tahajjud Cinta          | Emelda         | TV3              | Rumah Karya Citra  |
| 2011 | Soffiya                 | Soffiya / Yaya | TV3              | Filmscape          |
| 2012 | Dejavu di Kinabalu      | Dalilah Nadira | TV3              | Global Station     |
| 2012 | Cinta Jangan Pergi      | Soraya         | TV9              | Filmscape          |

### Películas
| Año  | Título              | Personaje | Producción  |
| ---- | ------------------- | --------- | ----------- |
| 2011 | Nur Kasih The Movie | Nur Amina | Filmscape   |
| 2012 | Cinta Kura Kura     | Nani      | KRU Studios |

### Telecine
| Año  | Título                     | Personaje     | TV canal    | Producción          |
| ---- | -------------------------- | ------------- | ----------- | ------------------- |
| 2007 | Bernafas Dalam Lumpur      |               | ntv7        | Red Films           |
| 2008 | Seandainya Aku Siti        | Farah         | 8TV         | Red Films           |
| 2009 | Puaka Topeng Putih         | Aini          | Astro Ria   |                     |
| 2009 | Korban Kasih Marlisa       | Nuraina       | TV3         | Grand Brilliance    |
| 2010 | Keabadian Cinta            | Dina          | Astro Citra | Filmscape           |
| 2010 | Kuih Makmur                | Mastura       | TV3         | Grand Brilliance    |
| 2010 | Suzana                     | Suzana        | TV3         | Mulia Communication |
| 2010 | Cinta Akhbar               | Nuraini       | TV9         | Grand Brilliance    |
| 2011 | Mesej Terakhir             | Kartini       | TV3         | Grand Brilliance    |
| 2011 | 7 Lagu                     | Tania / Hajar | Astro Citra | Filmscape           |
| 2011 | Bukan Untukku              | Izzati        | TV1         | Eranet              |
| 2011 | Geisha Melayu Terakhir     | Ai Ling       | Astro Ria   | Cube Film           |
| 2011 | Dari Kedah Ke Kuala Lumpur | Isteri Zamri  | TV3         | Primeworks Studio   |
| 2011 | Pencari Jalan Lurus        | Naelah        | TV Alhijrah | Global Station      |
| 2011 | Buat Tatapan Yang Tercinta | Nora          | Astro Prima | Dark Wave Pictures  |
| 2011 | Aduh Sayang                | Nani          | TV3         | Filmscape           |
| 2012 | Runtuhnya Sebuah Dosa      | Emelda        | TV3         | Rumah Karya Citra   |
| TBA  | Biarlah Rahsia             |               |             |                     |
| TBA  | Keroncong Untuk Ana        | Rohayu        |             | Rumah Karya Citra   |

## Premios y nominaciones
| Año  | Premio                                 | Categoría                                                       | Resultado |
| ---- | -------------------------------------- | --------------------------------------------------------------- | --------- |
| 2009 | Anugerah Bintang Popular Berita Harian | Most Popular Female New Artist                                  | Nominado  |
| 2009 | Anugerah Bintang Popular Berita Harian | Most Popular TV Actress                                         | Ganador   |
| 2010 | Shout! Awards                          | Best On Screen Chemistry (with Remy Ishak) "(Nur Kasih)"        | Nominado  |
| 2010 | Anugerah Bintang Popular Berita Harian | Most Popular TV Actress                                         | Nominado  |
| 2011 | Anugerah Skrin                         | Best Film Actress "(Nur Kasih The Movie)"                       | Nominado  |
| 2011 | Anugerah Skrin                         | Pantene Shine Award                                             | Ganador   |
| 2011 | 24th Malaysia Film Festival            | Best Female Actress "(Nur Kasih The Movie)"                     | Nominado  |
| 2011 | 24th Malaysia Film Festival            | Best Theme Song (Nur Kasih with Yassin) "(Nur Kasih The Movie)" | Nominado  |
| 2011 | Anugerah PPMH                          | Promising Award                                                 | Nominado  |
| 2011 | Anugerah Bintang Popular Berita Harian | Most Popular Duo / Group Singer (with Yassin)                   | Nominado  |
| 2011 | Anugerah Bintang Popular Berita Harian | Most Popular Film Actress                                       | Nominado  |
| 2011 | Anugerah Bintang Popular Berita Harian | Most Popular TV Actress                                         | Pendiente |
| 2011 | Anugerah Bintang Popular Berita Harian | Most Popular Female Artist Online                               | Nominado  |